# 3D (computação gráfica)

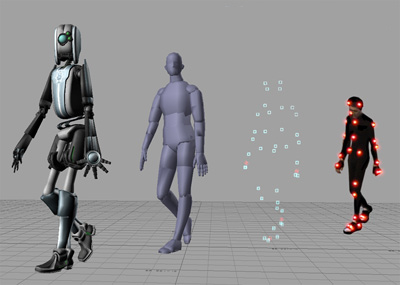
Renderização de imagens em 3D.

Computação gráfica tridimensional são gráficos produzidos com representações tridimensionais de dados geométricos (geralmente cartesianos) que são armazenados em um computador com o propósito de realizar cálculos e renderizar imagens 2D.
Os mais conhecidos tipos de uso dos gráficos 3D, atualmente são os filmes de animação. Além de comerciais de PC, esta técnica é, também, utilizada em filmes tradicionais onde personagens criado em computadores interagem com atores reais.
Umas das principais diferenças entre o desenho animado mais tradicional e a animação digital 3D é que as imagens são apresentadas em 3 dimensões (3D), ou seja, quando se utiliza técnicas 3D, é muito perceptivel a ideia de profundidade, perspectiva e de um ambiente mais original muito próximo a realidade.

O mercado atual de gráficos de computador 3D está em expansão e promete muito crescimento. Apesar de, no Brasil, não existirem muitas oportunidades de formação, já existem cursos que atuam na área e alguns brasileiros que, formados no exterior, obtiveram grande sucesso, como no caso de Carlos Saldanha, diretor de "Era do Gelo 2".